# Zephir (Unternehmen)
Zephir ist ein italienischer Hersteller von Zweiwegefahrzeugen mit Sitz in Modena, Italien.

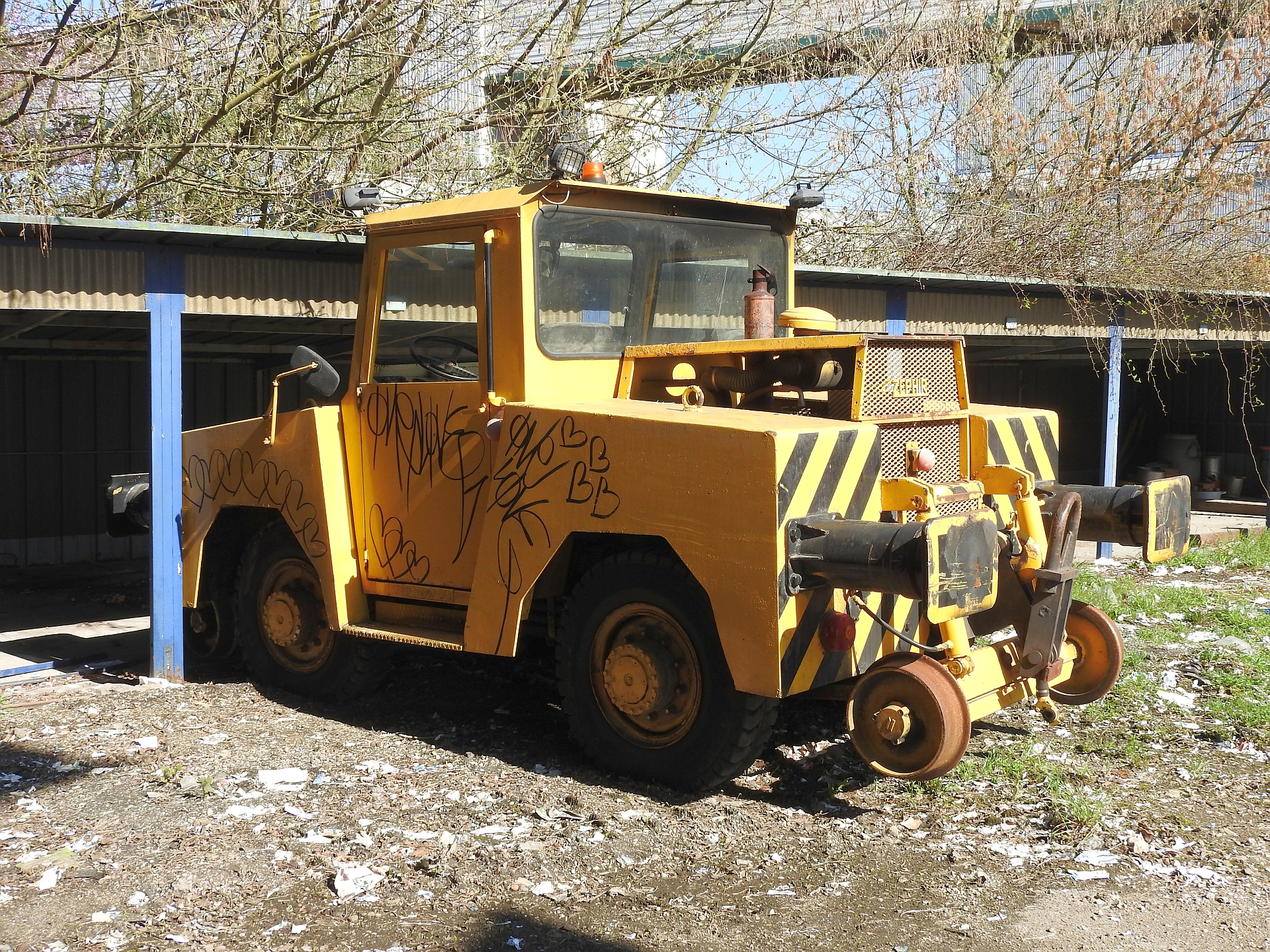
Zephir Loco 800 in Strasbourg

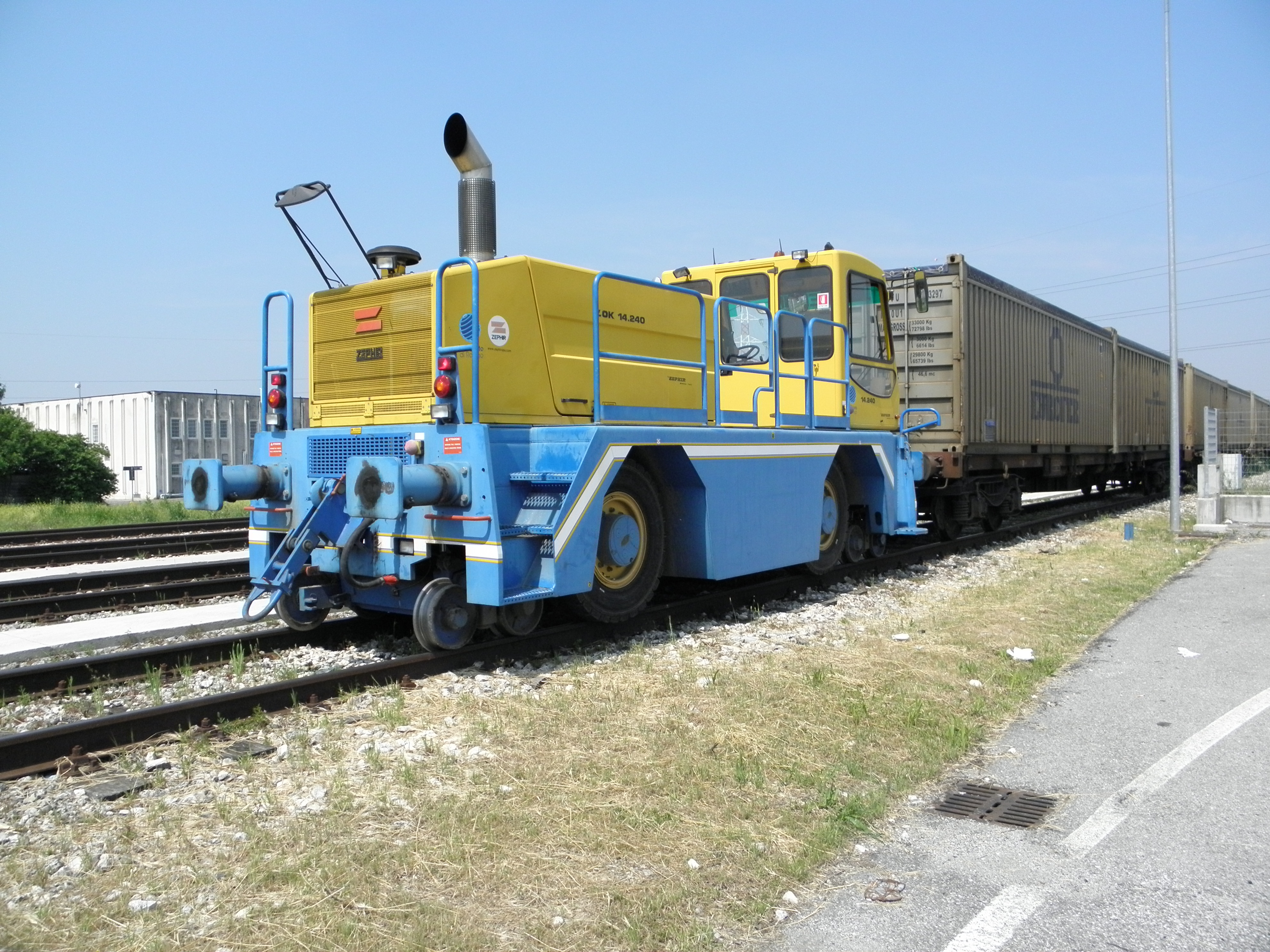
Zephir 14.240 im Testeinsatz in Rovigo

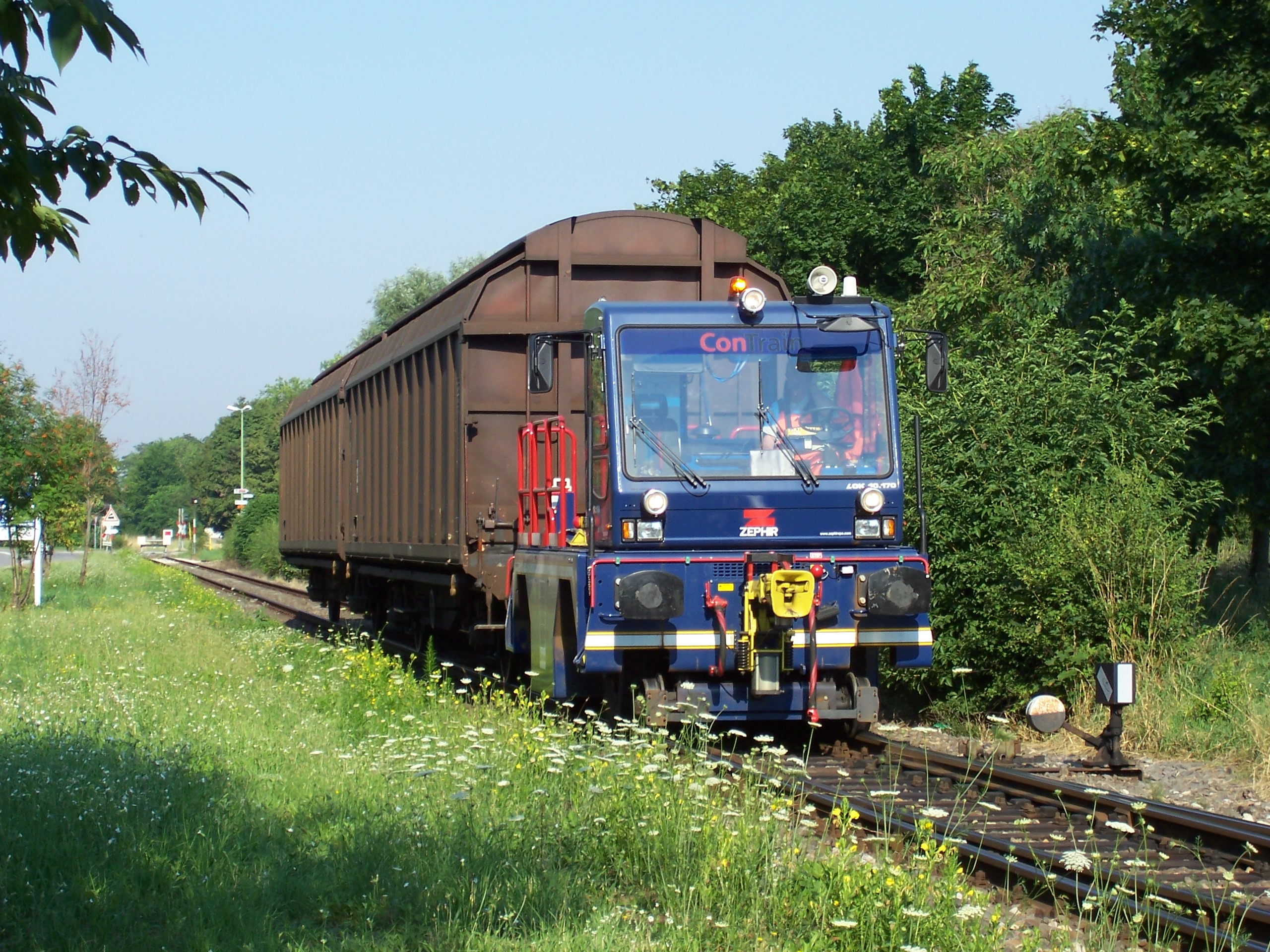
Zephir 10.170 in Viernheim

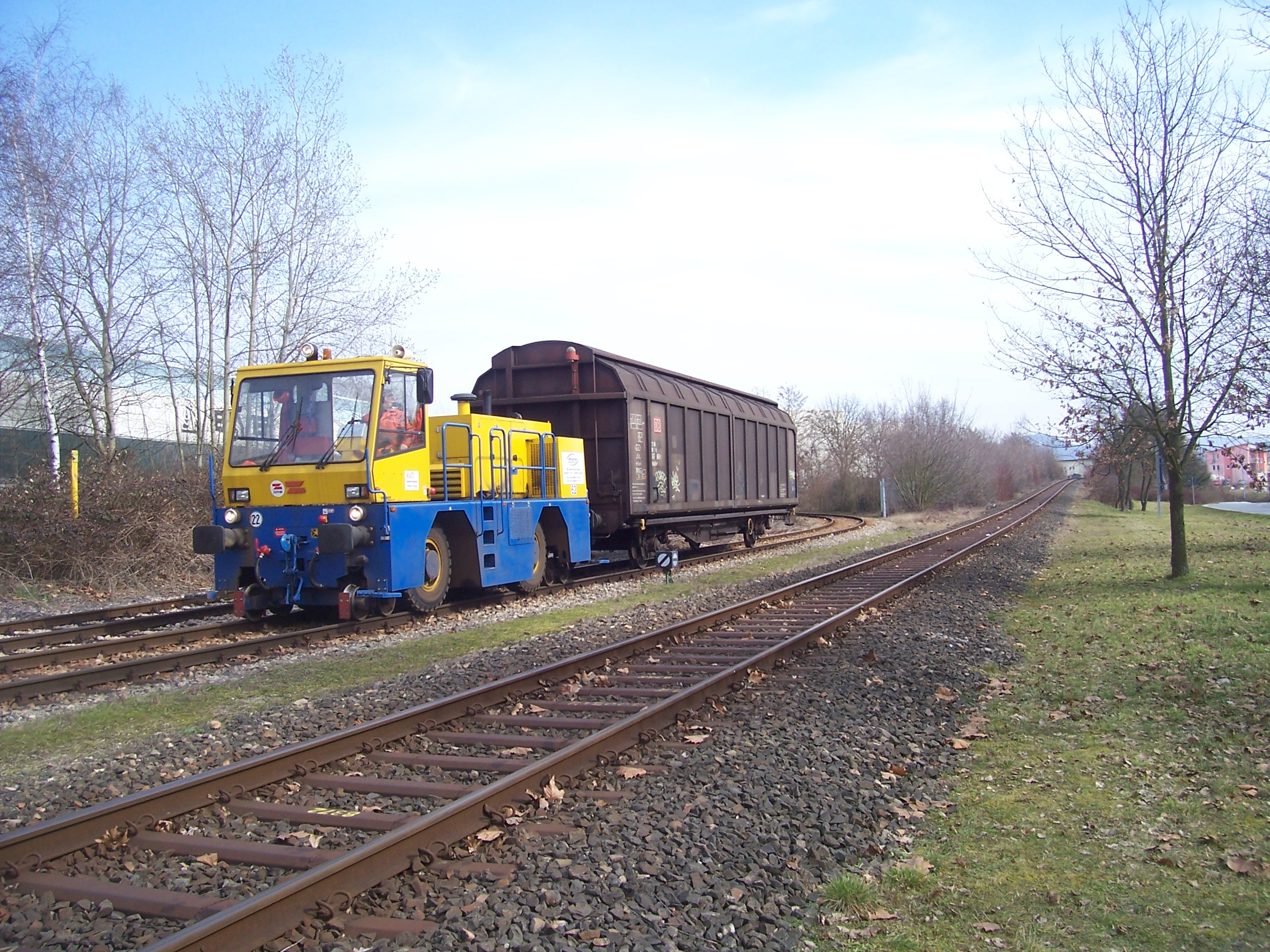
Zephir 20.450 in Viernheim

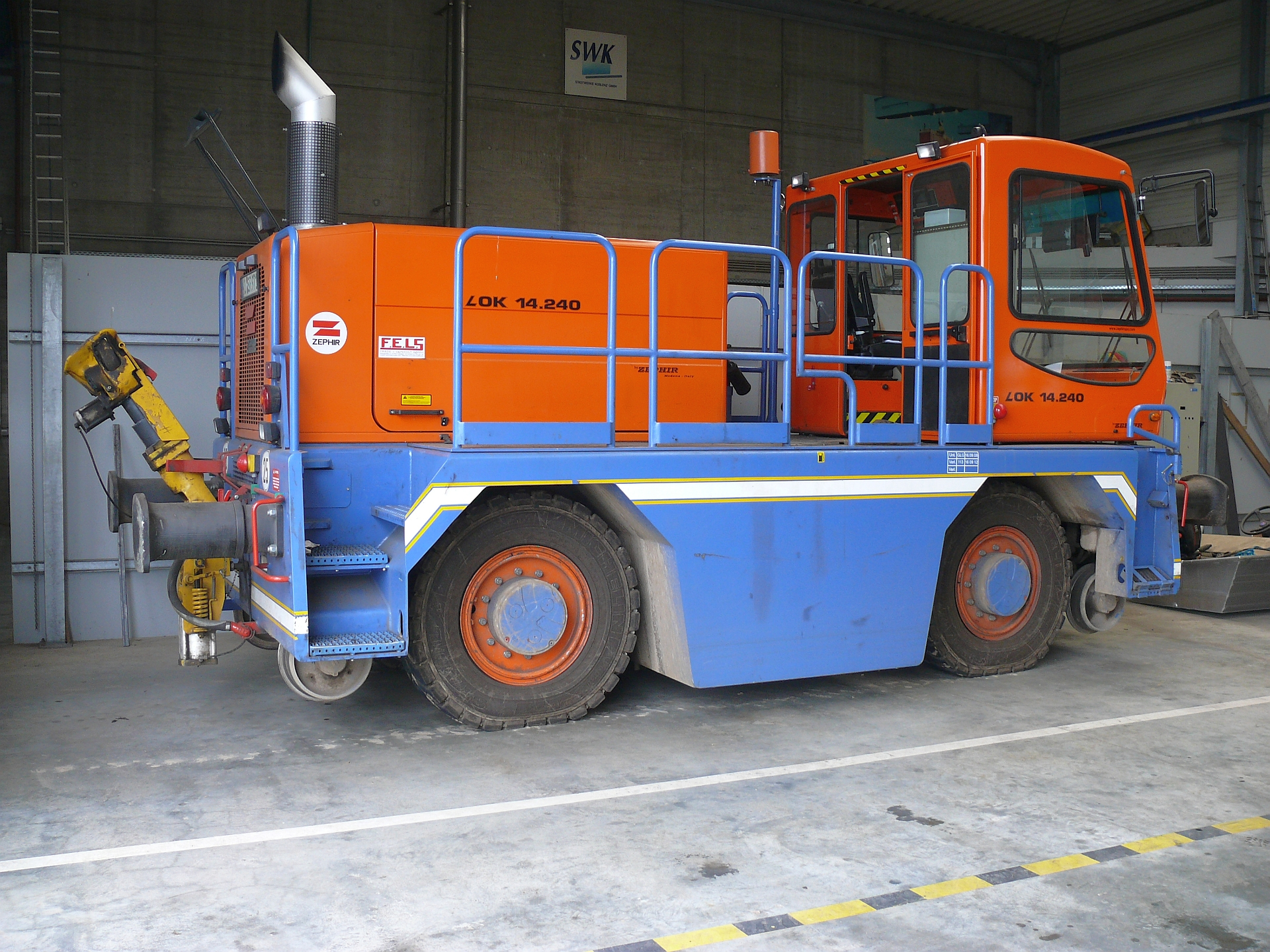
Zephir 14.240 in Koblenz

## Geschichte
Das Unternehmen wurde 1969 gegründet und liefert Rangiertraktoren für Industrie und Häfen. Als Alternative zu den herkömmlichen schienengebundenen Rangierlokomotiven entwickelte man Lokomotiven, die sowohl auf der Straße als auch auf Gleisen fahren können, sie werden auch als Lokotraktoren bezeichnet. Im französischen Sprachraum bezeichnet die Übersetzung allerdings generell eine Rangierlokomotive.  Im Jahre 1977 wurde  das erste Zweiwege-Rangierfahrzeug auf den Markt gebracht, das noch im April 2015 im aktiven Einsatz stand. In den folgenden 40 Jahren wurden mehr als 2500 Fahrzeuge ausgeliefert und Zephir avancierte zum führenden europäischen Hersteller in diesem Segment.
Im Dezember 2016 wurde Zephir von der Marmon Group übernommen.
Im Dezember 2016 wurde Zephir von der amerikanischen Marmon Holdings Inc. (eine Berkshire Hathaway-Gesellschaft) übernommen.

## Baureihen
Das Spektrum an lieferbaren Lokomotiven umfasst im Wesentlichen Fahrzeuge mit Schienenführungseinrichtung, die Gummireifen dienen der Traktion auf Straße und auf Gleisen. Beim Befahren von Gleisen werden zur Spurhaltung zusätzlich Führungsrollen abgesenkt. Die kleineren Typen kommen hierzu mit zwei zusätzlichen Achsen aus, die größeren Lokotraktoren erhalten vier zusätzliche Achsen zur Spurführung. Es können alle Arten von internationalen Kupplungssystemen (z. B. Scharfenberg, Dellner) montiert werden. Die Lokotraktoren können von Spurweiten von 750 mm bis zu 1676 mm geliefert werden, sogar die Ausrüstung eines Fahrzeugs mit zwei verschiedenen Spurführungsrollen für zwei unterschiedliche Spurweiten ist möglich. Ebenso ist die Ausrüstung als explosionsgeschützte oder ferngesteuerte Lokomotive möglich. Angetrieben werden die Rangierfahrzeuge von Dieselmotoren mit hydraulischer Kraftübertragung oder von aus Akkumulatoren gespeisten Elektromotoren. Von den jemals produzierten Maschinen sind generell weltweit noch 90 % im Einsatz.

### Historische Baureihen
Die frühen Typen gleichen einem Jeep auf Rädern und sind teilweise – wie oben erwähnt – noch heute im Einsatz. Eine Typenbezeichnung ist nicht überliefert. Die Traktionsleistung entspricht einer Kleinlokomotive.

### Aktuelle Baureihen
Heute werden in den Produktgruppen LOK und LOK E ein gutes Dutzend verschiedener Typen in durchweg gleichem Design angeboten. Das Leistungsspektrum reicht von etwa 100 kW bis 362 kW und erreicht damit die vergleichbare Leistung einer mittleren Rangierlokomotive. Durch die Traktionsweise entspricht diese obere Leistungsklasse einer Lokomotive mit 100 Tonnen Gewicht, ein Zephir wiegt allerdings nur die Hälfte. Die Typenbezeichnung setzt sich in etwa zusammen aus der Zugkraft in kN / 10 und der Leistung in PS, getrennt durch einen Punkt. Mit der Produktgruppe LOKOM werden auch spurgebundene Rangierlokomotiven und mit den Produktgruppen CRAB und KUBO kleinere Rangiergeräte vornehmlich für den leichteren Verschub in Werkstätten verkauft.